# Imigração indonésia no Brasil
A imigração indonésia no Brasil, assim como a filipina e a tailandesa, é pouco expressiva no território brasileiro e em comparação com a imigração de indonésios no resto do mundo, além de ser recente. Apesar disso, o Brasil ainda assim abriga a maior comunidade indonésia na América Latina e a terceira maior das Américas, logo após os Estados Unidos e o Canadá.